# Libenge flygplats
Libenge flygplats är en flygplats vid orten Libenge i Kongo-Kinshasa. Den ligger i provinsen Sud-Ubangi, i den nordvästra delen av landet, 1 000 km norr om huvudstaden Kinshasa. Libenge flygplats ligger 345 meter över havet. IATA-koden är LIE och ICAO-koden FZFA. Libenge flygplats hade 86 starter och landningar, samtliga inrikes, med totalt 382 passagerare, 11 ton inkommande frakt och 5 ton utgående frakt 2015.